# Stoney (альбом)
«Stoney» — дебютный студийный альбом американского рэпера Post Malone. Он был выпущен 9 декабря 2016 года на лейбле Republic Records. В записи альбома приняли участие Джастин Бибер, Кейлани, Quavo и 2 Chainz. Его спродюсировали Metro Boomin, Vinylz, Frank Dukes, Illangelo, Charlie Handsome, Rex Kudo, Foreign Teck и другие.
Альбом дебютировал с шестой строчки американского чарта Billboard Hot 200, а позже достиг четвёртого места. Stoney был сертифицирован как пятикратно платиновый Ассоциацией звукозаписывающей индустрии Америки (RIAA).

## Предпосылки
14 августа 2015 года Post Malone выпустил свой дебютный сингл под названием «White Iverson». Сингл стал его прорывной песней. Из-за его успеха с этим синглом, Malone сотрудничал с рядом известных рэперов, такими как Petal Aggression, Young Thug и Канье Уэст. Malone и канадский певец Джастин Бибер начали дружить, когда Бибер взял Малона в качестве одного из артистов на разогреве его мирового тура в поддержку выхода своего альбома «Purpose».
9 июня 2016 года, Малон дебютировал на национальном телевидении в шоу Jimmy Kimmel Live!, исполнив трек под названием «Go Flex».
В июне 2016 года главный редактор XXL Ванесса Саттен (Vanessa Satten) объявила, что Малон появится на обложке журнала «2016’s Freshmen Class», однако она сказала «Он мало обращает внимания на хип-хоп. Он ушёл в более рок/поп/кантри направлении». Малон опроверг эти утверждения, заявив: «Моя любовь к музыке не должна ставиться под сомнение… Я не должен быть наказан каким бы то ни было образом». Он продолжил объяснять, что его последний микстейп, а также его предстоящий альбом записан в жанре хип-хоп: «У меня есть хип-хоп альбом, который выходит в августе… Я сделал ХИП-ХОП микстейп, продвигающий мой ХИП-ХОП альбом.»
В мае 2016 года, в рамках подготовки к релизу Stoney, Малон выпустил свой дебютный микстейп под названием «August 26th». Название является отсылкой к оригинальной дате выхода Stoney, однако релиз альбома неоднократно переносился.

## Синглы
Первый и заглавный сингл альбома, под названием White Iverson, был выпущен 14 августа 2015 года. Песня была спродюсирована самим Малоном, наряду с Rex Kudo. Пиковой позицией для трека является 14 строчка в Billboard Hot 100. Песня была сертифицирована как четырежды платиновая Ассоциацией звукозаписывающей промышленности Америки (RIAA).
Второй сингл с альбома, под названием Too Young, был выпущен 9 октября 2015 года. Песня была спродюсирована Foreign Teck и Justin Mosely. Позже эта песня получила платиновую сертификацию от Ассоциации звукозаписывающей индустрии Америки (RIAA) в 2017 году.
Третий сингл с альбома, под названием Go Flex, был выпущен 21 апреля 2016 года. Продюсерами трека выступили Charlie Handsome и Rex Kudo. Песня была сертифицирован как дважды платиновая Ассоциацией звукозаписывающей индустрии Америки (RIAA).
Четвёртый сингл альбома под названием Deja Vu вышел 8 сентября 2016 года. Песня является дуэтом, в её записи принял участие канадский певец-автор песен Джастин Бибер, в то время как продюсированием занимались Frank Dukes и Vinylz.
Congratulations впервые вышел в качестве первого промосингла с альбома 4 ноября 2016 года. Позже он был отправлен на радио в качестве пятого официального сингла c альбома. Песня записана при участии рэпера Quavo, в то время как продюсирование осуществлялось Metro Boomin и Frank Dukes, с дополнительным продакшном от Louis Bell. Трек имеет пять платиновых сертификаций от Ассоциации звукозаписывающей индустрии Америки (RIAA) и стал крупнейшим и первым международным хитом Малона.
Живое выступление с песней I Fall Apart получило огромное внимание в СМИ, а продажи трека отправили его в топ 20 iTunes.
Лейбл (Republic Records) незамедлительно отправил песню на радио в качестве шестого и финального сингла с альбома, 17 октября 2017 года, несмотря на то, что Rockstar только что вышел в свет для продвижения следующего альбома Малона Beerbongs & Bentleys. Песня достигла 19 строчки в Billboard Hot 100.

### Промосинглы
Первый промосингл с альбома под названием Patient вышел 18 ноября 2016 года. Песня была спродюсирована Луисом Беллом.
Второй промосингл c альбома под названием Leave вышел 2 декабря 2016 года. Песня была спродюсирована Rex Kudo, Cashio и Charlie Handsome.

## Оценки критиков
| Оценки критиков | Оценки критиков |
| Источник        | Оценка          |
| --------------- | --------------- |
| AllMusic        | [ 19 ]          |
| Exclaim!        | 6/10            |
| HipHopDX        | 3.7/5           |
| Newsday         | B               |
| Pitchfork       | 4.5/10          |

После выхода Stoney получил неоднозначные положительные отзывы критиков. Сравнивая с дебютным синглом Малона, «White Iverson», Глен Гамбоа из Newsday написал, что: «Пост следует этому стилю на „Stoney“, но это вообще ничто в сравнении с изобретательностью и неожиданностью этого трека.»
Нил Енг из AllMusic прокомментировал, что Stoney «компетентен и слушабелен, но многие другие уже прошли этот же путь. У Малона есть путь, чтобы идти по нему, прежде чем он выделится с его собственным уникальным голосом, но на Stoney есть предпосылки к этому.»

## Коммерческий успех
Stoney дебютировал с шестой строчки Billboard 200, продав 58,000 копий, из которых 19 000 составляют чистые продажи альбома. На второй неделе продаж альбом был продан еще 30 000 раз. 28 октября 2017 года альбом достиг четвертой строчки Billboard 200.
22 апреля 2021 года альбом был сертифицирован как пятикратно платиновый Ассоциацией звукозаписывающей индустрии Америки (RIAA) с общими продажами свыше пяти миллионов копий.

## Список композиций
| №                   | Название                            | Автор(ы)                                                                                             | Продюсеры                             | Длительность |
| ------------------- | ----------------------------------- | --- | ------------------------------------- | ------------ |
| 1.                  | «Broken Whiskey Glass»              | Остин Пост Трокон Робертс Мл. Масамунэ Кудо                                                          | Rex Kudo FKi 1st                      | 3:53         |
| 2.                  | «Big Lie»                           | Пост DJ Mustard Nicholas Audino Lewis Hughes Te Whiti Warbrick Луис Белл                             | DJ Mustard Twice as Nice [a] Bell [b] | 3:27         |
| 3.                  | «Deja Vu» (featuring Джастин Бибер) | Пост Белл Kaan Gunesberk Julian Swirsky Matthew Tavares Adam Feeney Anderson Hernandez Джастин Бибер | Frank Dukes Vinylz                    | 3:54         |
| 4.                  | «No Option»                         | Пост Белл Робертс Мл. Bieber Idan Kalai Michael Hancock Michael McGinnis Christopher Rudd            | Cashio FKi 1st Белл [a]               | 2:59         |
| 5.                  | «Cold»                              | Пост Feeney Робертс Мл.                                                                              | FKi 1st Frank Dukes Белл [a]          | 4:28         |
| 6.                  | «White Iverson»                     | Пост Робертс Мл. M. Kudo Demar Jackson                                                               | R. Kudo Post Malone                   | 4:16         |
| 7.                  | «I Fall Apart»                      | Пост William Walsh Carlo Montagese                                                                   | Illangelo                             | 3:43         |
| 8.                  | «Patient»                           | Пост Белл                                                                                            | Bell                                  | 3:14         |
| 9.                  | «Go Flex»                           | Пост Kalai M. Kudo Ryan Vojtesak                                                                     | Charlie Handsome R. Kudo              | 2:59         |
| 10.                 | «Feel» (featuring Kehlani)          | Пост Kalai Vojtesak Kehlani Parrish                                                                  | Cashio Charlie Handsome [a]           | 3:17         |
| 11.                 | «Too Young»                         | Пост Робертс Мл. Steven Bolden Carlos Suarez Michael Hernandez Justin Mosley                         | The Mekanics Mosely                   | 3:57         |
| 12.                 | «Congratulations» (featuring Quavo) | Пост Feeney Белл Leland Wayne Quavious Marshall                                                      | Metro Boomin Frank Dukes Белл [a]     | 3:40         |
| 13.                 | «Up There»                          | Пост Белл Pharrell Williams                                                                          | Williams Белл [a]                     | 3:14         |
| 14.                 | «Yours Truly, Austin Post»          | Пост Белл Jahphet Landis Leon Thomas III                                                             | Roofeeo Bell Thomas III               | 3:39         |
| Общая длительность: | Общая длительность:                 | Общая длительность:                                                                                  | Общая длительность:                   | 50:40        |

| №                   | Название                                   | Автор(ы)                             | Продюсеры                       | Длительность |
| ------------------- | ------------------------------------------ | ------------------------------------ | ------------------------------- | ------------ |
| 15.                 | «Leave»                                    | Пост M. Kudo Charlie Handsome        | R. Kudo Cashio Charlie Handsome | 5:24         |
| 16.                 | «Hit This Hard»                            | Пост Робертс Мл. Montagnese Walsh    | Illangelo                       | 4:09         |
| 17.                 | «Money Made Me Do It» (featuring 2 Chainz) | Пост Робертс Мл. Bolden Tauheed Epps | FKi 1st Пост Malone Белл [a]    | 3:44         |
| 18.                 | «Feeling Whitney»                          | Пост Andrew Watt                     | Watt Белл [a]                   | 4:17         |
| Общая длительность: | Общая длительность:                        | Общая длительность:                  | Общая длительность:             | 64:14        |

Замечания
- ↑  [a] означает сопродюсера
- ↑  [b] означает голосового продюсера

## Чарты
| Чарт (2016-18)                         | Высшая позиция |
| -------------------------------------- | -------------- |
| Австралия (ARIA)                       | 5              |
| Бельгия/Фландрия (Ultratop)            | 175            |
| Канада (Canadian Albums Chart)         | 5              |
| Дания (Hitlisten)                      | 2              |
| Нидерланды (Album Top 100)             | 37             |
| Финляндия (Suomen virallinen lista)    | 7              |
| French Albums (SNEP)                   | 99             |
| Германия (Offizielle Top 100)          | 73             |
| Ирландия (IRMA)                        | 6              |
| Италия (Classifica album)              | 47             |
| Новая Зеландия (RMNZ)                  | 3              |
| Норвегия (VG-lista)                    | 2              |
| Шотландия (Scottish Albums Chart)      | 97             |
| Швеция (Sverigetopplistan)             | 2              |
| Великобритания (UK Albums Chart)       | 10             |
| США (Billboard 200)                    | 4              |
| США (Billboard Top R&B/Hip-Hop Albums) | 1              |

| Чарт (2017)                        | Место |
| ---------------------------------- | ----- |
| Australian Albums (ARIA)           | 34    |
| Canadian Albums (Billboard)        | 8     |
| Danish Albums (Hitlisten)          | 7     |
| New Zealand Albums (RMNZ)          | 11    |
| Swedish Albums (Sverigetopplistan) | 8     |
| UK Albums (OCC)                    | 51    |
| US Billboard 200                   | 7     |

| Чарт (2010—2019)  | Позиция |
| ----------------- | ------- |
| США Billboard 200 | 6       |

## Сертификации
| Регион | Сертификация  | Продажи   |
| --- | ------------- | --------- |
| Австрия (IFPI Austria) | Золотой       | 7500*     |
| Канада (Music Canada) | 2× Платиновый | 160 000   |
| Дания (IFPI Danmark) | Золотой       | 20,000    |
| Мексика (AMPROFON) | Платиновый    | 60 000    |
| Новая Зеландия (RMNZ) | 6× Платиновый | 90 000    |
| Швеция (GLF) | Платиновый    | 30 000    |
| Великобритания (BPI) | Платиновый    | 315,201   |
| США (RIAA) | 5× Платиновый | 5 000 000 |
| * Данные о продажах приведены только на основе сертификации. · ^ Данные о тиражах приведены только на основе сертификации. · Данные о продажах + прослушиваниях приведены только на основе сертификации. |               |           |